# Eucereon nebulosum
Eucereon nebulosum là một loài bướm đêm thuộc phân họ Arctiinae, họ Erebidae.